# ジャン＝ピエール・エニュレ

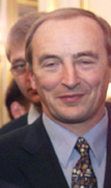
2001年以前

ジャン＝ピエール・エニュレ（Jean-Pierre Haigneré、1948年5月19日-）は、フランス空軍の軍人でフランス国立宇宙研究センターの宇宙飛行士である。
エニュレはパリで生まれ、フランス空軍でテストパイロットとしての訓練を受け、最終的に准将まで昇進した。
1993年にソユーズTM-17とソユーズTM-16、1999年にソユーズTM-29のミッションで2度ミールを訪れた。1993年はミール・アルタイールの長期のミッションで、186日間を過ごし、宇宙遊泳も行った。
彼は同じく宇宙飛行士のクローディ・エニュレと結婚している。2001年にジャン＝クロード・メルランが発見した小惑星エニュレは、彼ら2人の名前にちなんで名づけられている。
彼には3人の子供がいる。2人は結婚以前にできた子供で、1人はクローディ・エニュレとの間の子供である。
欧州宇宙機関での仕事の他に、エニュレはAlain Dupas及びLaurent Gathierと共同で設立した宇宙旅行を取り扱うAstronaute Club Européenの仕事も行っている。